# Albańczycy w Bułgarii
Albańczycy w Bułgarii – albańska mniejszość narodowa na terenie Republiki Bułgarii, szacowana na prawie 300 osób.

## Historia
Albańska ludność była obecna na bułgarskich ziemiach już w czasach osmańskich, trudniła się rolnictwem, a także górnictwem i rzemiosłem. Od XV do XVII wieku we współczesnej wsi Kopiłowci funkcjonowała albańska społeczność katolicka, która posługiwała się zarówno językiem albańskim, jak i bułgarskim. W pobliskiej miejscowości Żelezna katolicyzm dominował wśród albańskich kobiet, mężczyźni natomiast przyjęli islam. Po upadku powstania cziprowieckiego, które miało miejsce w 1688 roku, katolicy znaleźli schronienie na Wołoszczyźnie. Na terenach Bułgarii funkcjonowała również albańska społeczność prawosławna, jednym z jej skupisk była wieś Arbanasi. 
Po uzyskaniu niepodległości przez Bułgarię w 1878 roku do tegoż kraju miała miejsce fala emigracji zarobkowej z Albanii będącej wówczas pod panowaniem osmańskim. Pod koniec XIX wieku w samej Sofii mieszkało ok. 500 albańskich rodzin.
W 1946 roku w regionie miasta Iwajłowgrad znajdowały się dwie wsie zamieszkane przez Albańczyków. Ludność ta uległa asymilacji.